# Янбаріс
Янбарі́с (рос. Янбарис, башк. Янбарис) — присілок у складі Янаульського району Башкортостану, Росія. Входить до складу Кісак-Каїнської сільської ради.
Населення — 101 особа (2010; 98 у 2002).
Національний склад:
- башкири — 90 %